# Alestes bouboni
Alestes bouboni es una especie de peces de la familia Alestiidae en el orden de los Characiformes.

## Hábitat
Es un pez de agua dulce.